# Castle Rock (Stephen King)
Pour les articles homonymes, voir Castle Rock.
Castle Rock (parfois appelée Le Rock par ses habitants) est une ville imaginaire créée par Stephen King et servant de cadre à plusieurs de ses récits.
Castle Rock se situe dans l'État du Maine, aux États-Unis, et fait partie avec Derry et Jerusalem's Lot d'une trinité de villes créées par l'auteur. Elle apparaît pour la première fois dans Dead Zone, puis est largement exploitée dans Bazaar.

## Géographie fictive
Castle Rock, d'après la carte fictive du Maine figurant dans les romans Jessie et Dolores Claiborne, se situe à l'ouest de l'État, un peu au sud de la ville de Rumford, dans le comté d'Oxford. Dans le roman Bazaar, il est indiqué que la ville compte environ 1 500 habitants (en 1991). Dans le roman Jessie elle se situe non loin du lac Kashwakamak au bord duquel se situe le chalet de Jessie Mahout-Burlingame.
Castle Rock se situerait à 37 miles (environ 60 km) de Portland et à 188 miles (environ 300 km) de Boston, soit dans la région de la ville de Durham, lieu où Stephen King a vécu une grande partie de son enfance.
La ville de Castle Rock est dépeinte selon Stephen King comme se situant dans le comté fictif de Castle. Plusieurs lieux importants se trouvent sur son territoire, comme la colline et les falaises de Castle View ou encore le lac de Castle. Le centre-ville est traversé par la rivière fictive de La Castle (Castle Stream, en anglais) et le pont d'entrée qui enjambe la Castle, lui, est connu sous le nom de « Tin Bridge ».
À l'instar de la ville de Springfield de la série animée les Simpson, Castle Rock n'est jamais située au même endroit ; ainsi, dans le film Stand By Me de Rob Reiner tiré de la nouvelle Le Corps, le narrateur Gordie Lachance affirme, au début du film : « J'habitais une petite ville de l'Oregon : Castle Rock, 1 281 habitants seulement... Mais, pour moi, c'était le monde entier. » Cette précision de l'État étant absente de la nouvelle de Stephen King (« Nous avions une cabane dans un grand orme qui dominait un terrain vague, à Castle Rock. »). À l'inverse, dans la série Castle Rock, la ville est bel et bien située dans le Maine, mais voisine au comté de Cumberland car située juste à côté de la ville de Jerusalem's Lot avec laquelle elle aurait été fondée à la même époque, en 1619.

## Histoire de Castle Rock dans l'œuvre de Stephen King
La ville de Castle Rock est apparue pour la première fois dans le roman Dead Zone, où elle sert de cadre à une partie de l'histoire (celle où John Smith, le personnage principal du roman, met fin aux agissements d'un tueur en série sévissant dans cette ville). Elle est ensuite le cadre principal de Cujo et de la nouvelle Le Corps, dans le recueil Différentes Saisons, et apparaît également dans les nouvelles Nona, Mémé, Le Raccourci de Mme Todd et Le Camion d'oncle Otto, dans le recueil Brume. La fin du roman La Part des ténèbres se situe à Castle Rock, de même que l'action principale de la nouvelle Le Molosse surgi du soleil (tiré du recueil Minuit 4) et de Bazaar, roman dans lequel la ville est conduite au bord de la destruction. Elle apparaît également dans Jessie : le nécrophile Joubert aurait dû être conduit à la prison de Castle Rock, mais celle-ci ayant été détruite par un incendie, il sera amené à celle de Chamberlain. Castle Rock reparaît ensuite dans la nouvelle Ça vous pousse dessus (dans le recueil Rêves et Cauchemars), que King considère comme un épilogue à Bazaar, ainsi que dans les romans Sac d'os et Histoire de Lisey, dont l'action se situe non loin de la ville (dans le même comté) et enfin dans les romans courts Gwendy et la Boîte à boutons, La Plume magique de Gwendy et La Dernière Mission de Gwendy ainsi qu’Élévation qui se situent tous deux dans la ville de Castle Rock. Dans Dôme, on apprend que Castle Rock est située au sud de Chester's Mill, la ville qui sert de cadre au récit. La ville apparaît aussi dans son dernier recueil de nouvelles, Si ça saigne (Albin Michel, 2021).

## Origines
Le nom de la ville trouve son origine dans un lieu décrit dans Sa Majesté des mouches, de William Golding, qui est l'un des romans préférés de Stephen King. Dans l'introduction du roman court Le Molosse surgi du soleil, Stephen King indique avoir créé Castle Rock dans Dead Zone et l'avoir développé petit à petit pour en faire un modèle réduit de la société. Il a par la suite, après plusieurs œuvres ayant eu pour cadre cette petite ville, tenu à rompre les liens qui l'unissait à elle afin de ne pas en devenir trop dépendant et a choisi de mettre fin à cette relation par une trilogie commençant avec La Part des ténèbres, continuant avec Le Molosse surgi du soleil, et se terminant avec Bazaar.

## Lieux notables

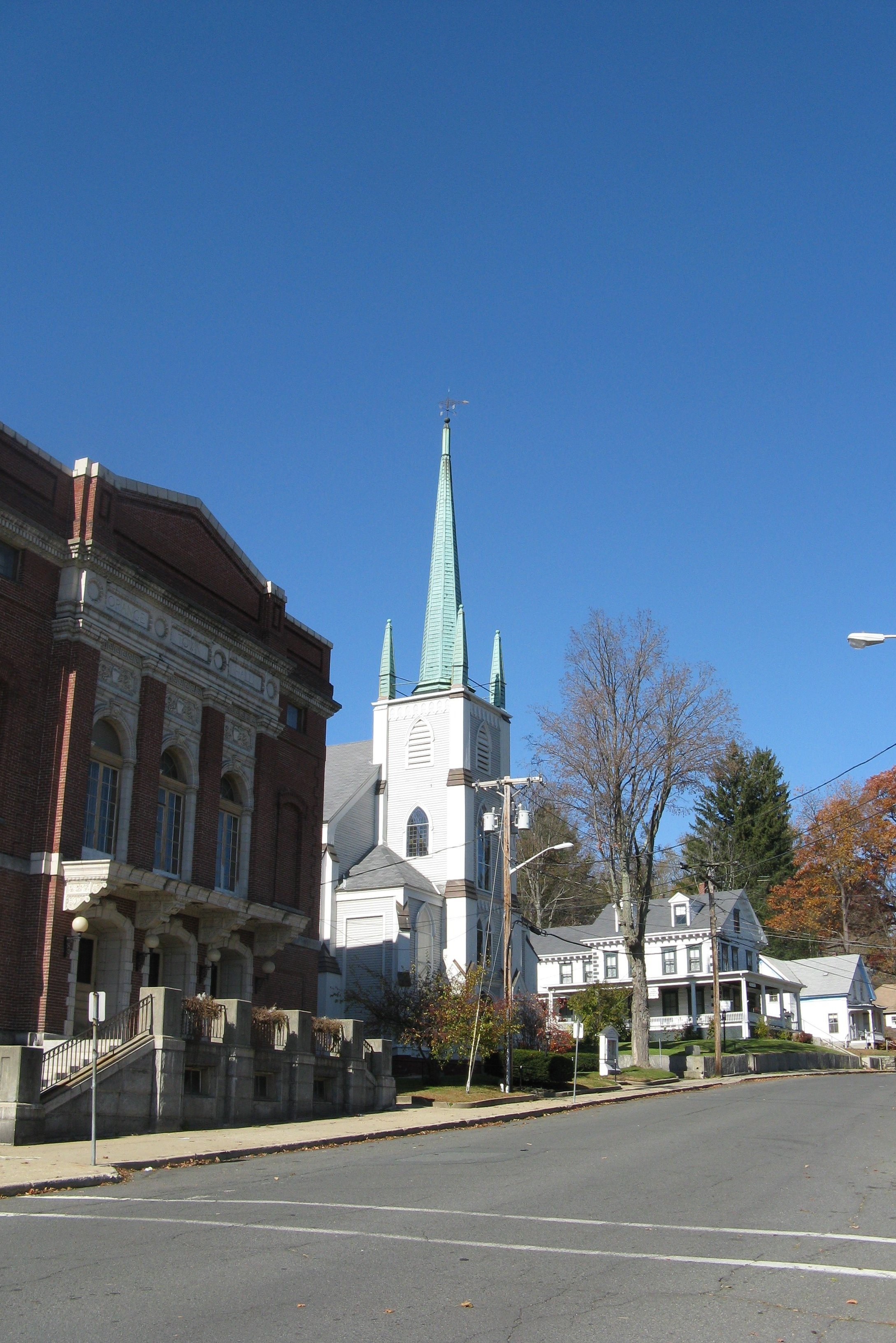
Orange, Massachusetts, qui a servi de décor principal pour représenter Castle Rock.

### Dans Castle Rock
- Le Mellow Tiger Bar.
- Castle Lake (qui, dans la série télévisée, est une porte vers d'autres dimensions).
- Le parc de loisirs et les falaises de Castle View, sur la colline Castle Hill.
- La cascade de Castle Falls.
- Boutique Le Bazar des Rêves[6], gérée par Leland Gaunt.
- L'Emporium Galorium, un bric-à-brac d'antiquités géré par Reginald Pop Merrill (qui finit incendié en 1991, dans le roman Bazaar).
- Le garage des Camber.
- Le Castle Rock Diner.
- Le Castle Rock High School (lycée).

### Dans les alentours de Castle Rock
- Juniper Hill, un hôpital psychiatrique où sont enfermés certains personnages de l'œuvre de Stephen King (Henry Bowers dans Ça, Nettie Cobb dans Bazaar…) ;
- La prison d'État de Shawshank (que l'on retrouve dans le roman court Rita Hayworth et la Rédemption de Shawshank).

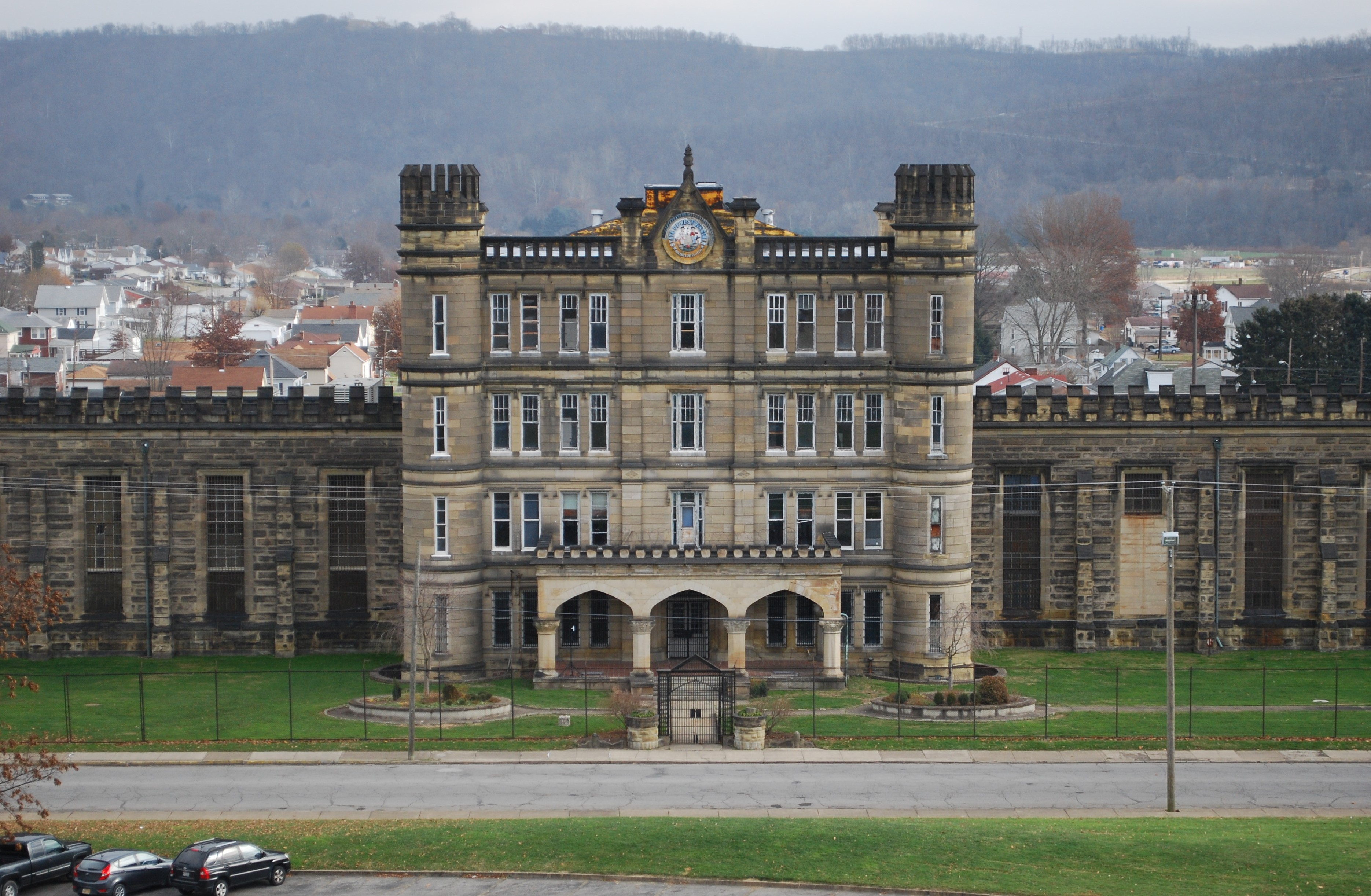
Prison d'État de Virginie Occidentale à Moundsville, utilisé comme décor pour la prison d'État de Shawshank dans la série Castle Rock.
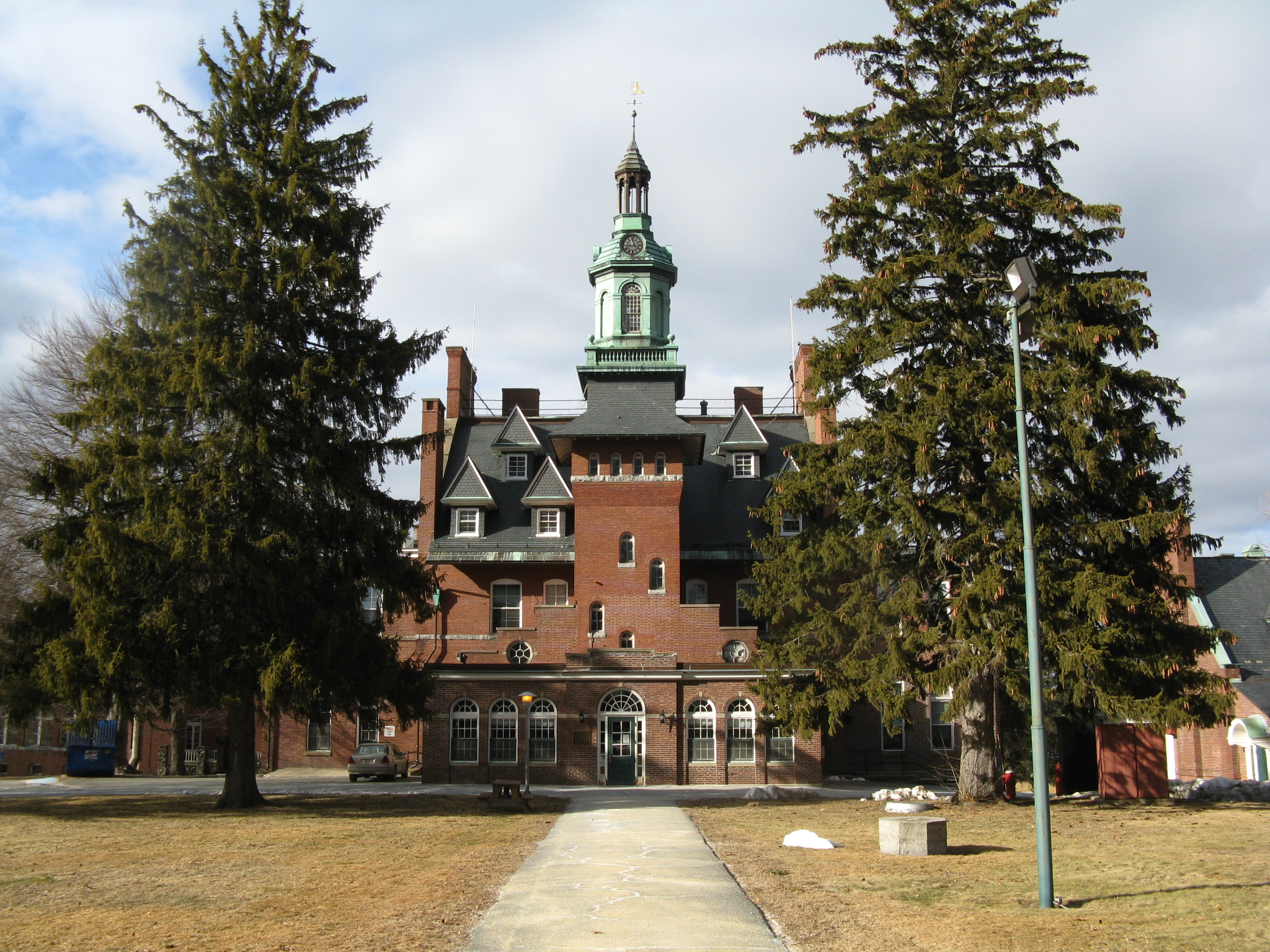
Le Tewksubry State Hospital, qui servit de décor pour représenter l'asile de Juniper Hill.

## Résidents de Castle Rock

### Personnages majeurs

#### Alan Pangborn
Alan Pangborn est le shérif de Castle Rock durant les années fin 1980 et début 1990. Il apparaît dans les romans La Part des ténèbres (1989), Le Molosse surgi du soleil (1993), Bazaar (1991) ainsi que dans la série télévisée Castle Rock (sortie en 2018 et basée sur l'oeuvre de Stephen King) où il est interprété par Scott Glenn. Alan Pangborn apparaît pour la première fois dans La Part des ténèbres, alors marié à Annie et père de Toby ("Al") et Todd. Présenté comme une personne appréciant les tours de magie (ce qui aura une grande importance dans Bazaar) il revient en tant que personnage principal dans ledit roman Bazaar où on apprend que sa femme et son fils Todd sont morts dans un accident de voiture.
Dans la série télévisée, Alan Pangborn est à la retraite et la municipalité de Castle Rock décide de renommer le pont d'entrée à son nom. Il est amoureux de Ruth Deaver qui, victime du syndrome crépusculaire, finira par l'abattre par erreur avec une arme à feu.
Il est joué par Ed Harris dans l'adaptation cinématographique de Bazaar et par Michael Rooker dans l'adaptation de La Part des ténèbres.

#### Norris Ridgewick
Norris Ridgewick est shérif adjoint du comté de Castle, au moment où Alan Pangborn en est le shérif. Il lui succède ensuite à ce poste. Il joue un rôle mineur dans La Part des ténèbres (1989). Il réapparaît en tant que personnage principal dans Bazaar (1991), faisant partie des personnages manipulés par Leland Gaunt afin de l'aider à plonger la ville dans le chaos. Après avoir réalisé ce qu'il a fait, Norris Ridgewick tente d'abord de se suicider, mais décide finalement d'aider à rétablir l'ordre et de jouer un rôle crucial dans l'arrêt de Leland Gaunt. Son arrestation de Raymond Andrew Joubert est décrite dans Jessie (1992). Il fait également une brève apparition dans Sac d'os (1998) et est un personnage secondaire dans La Plume magique de Gwendy (2019) et La Dernière Mission de Gwendy (2022).
Norris Ridgewick a été interprété par Zachary Mott dans l'adaptation de La Part des ténèbres, Ray McKinnon dans l'adaptation cinématographique de Bazaar et Timothy John Smith (en) dans la série télévisée Castle Rock.

#### Joe Camber
Joe Camber est un personnage apparu dans le roman Cujo et interprété dans son adaptation de 1983 par Ed Lauter. Dans le roman, Joe a une femme, Charity, un fils, Brett ainsi qu'un gros saint-bernard appelé Cujo. Ayant une relation tendue avec Charity, il finit par être attaqué et mutilé par son propre chien (qui a contracté la rage), faisant de lui la deuxième victime de Cujo.
Il est maintes fois (lui et le terrible accident avec Cujo) mentionné dans le roman Bazaar, les deux intrigues se déroulant à Castle Rock.

#### Thad Beaumont
Thad Beaumont, époux de Liz et père de deux jumeaux, Wendy et William, est professeur de lettres mais également écrivain. Il apparaît dans La Part des ténèbres (1989), et possède une résidence secondaire à Castle Rock. Après un premier roman et plusieurs tentatives l'ayant mené au bord de la dépression, il finit par rencontrer le succès sous le pseudonyme de Georges Stark. Thad, cherchant à se renouveler et à écrire autre chose, ira jusqu'à simuler la mort et l'enterrement de son double au cimetière de Castle Rock.

### Personnages secondaires et tertiaires
- Patricia « Polly » Chalmers
- Evelyn « Tante Evvie » Chalmers
- Nettie Cobb †
- Charity Camber
- Brett Camber
- Reginald « Pop » Merrill †
- John « Ace » Merrill †
- Danforth « Buster » Keeton †
- Teddy Duchamp †
- Chris Chambers †
- Vern Tessio †
- Leland Gaunt (Rendall Flagg)
- Franck Dodd, « l'étrangleur de Castle Rock » (Dead Zone) †
- George Bannerman (Shérif à l'époque de Dead Zone) †
- Gwendy Peterson (Gwendy et la Boîte à boutons, La Plume magique de Gwendy et La Dernière Mission de Gwendy)
- Lisey Landon (Histoire de Lisey)
- Scott Landon †
- Donna Trenton
- Vic Trenton
- Tad Trenton †

## Œuvres figurant et/ou mentionnant Castle Rock
- Dead Zone (1979)
- Cujo (1981)
- Le Corps (tiré du recueil Différentes Saisons, de 1982)
- La Part des ténèbres (1989)
- Le Molosse surgi du soleil (dans le recueil Minuit 4 de 1990)
- Bazaar (1991)
- Jessie (1992)
- Ça vous pousse dessus (tiré du recueil de nouvelles Rêves et Cauchemars de 1993)
- Sac d'os (1998)
- La Petite Fille qui aimait Tom Gordon (1999)
- L'Homme au costume noir (dans le recueil Tout est fatal de 2002)
- Histoire de Lisey (2006)
- Premium Harmony (dans le recueil Le Bazar des mauvais rêves de 2015)
- Gwendy et la Boîte à boutons (2017)
- Élévation (2018)
- La Plume magique de Gwendy (roman de Richard Chizmar, 2019)
- La Dernière Mission de Gwendy (2022)

## Adaptations

### Série téléviséeCastle Rock(2018 - 2019)
Depuis le 25 juillet 2018, sur le service de vidéo à la demande Hulu, la série Castle Rock, produite par J. J. Abrams et Stephen King est diffusée. En France, elle est sortie sur Canal + le 18 octobre 2018. Recevant un très bon accueil critique, la série compte déjà une deuxième saison diffusée en 2019.
La première saison de la série présente une toute nouvelle histoire originale non tirée de l'un des romans de Stephen King, où la ville de Castle Rock est utilisée comme toile de fond principale. On peut retrouver dans le casting Bill Skarsgård, qui a incarné Grippe-Sou le clown dans les adaptations cinématographiques Ça (2017) et sa suite (2019) ; Sissy Spacek qui a incarné Carrie White dans Carrie au bal du diable (1976), réalisé par Brian de Palma ; et Melanie Lynskey, qui a joué dans Rose Red, adaptation du faux journal intime d'Ellen Rimbauer, écrit en fait par Stephen King.

#### Tournage de la série
Pour représenter la ville de Castle Rock dans la réalité, la production a choisi de tourner dans la ville d'Orange, Massachusetts, où de nombreuses modifications ont été apportées pour que la petite ville d'environ 7 000 habitants ressemble à Castle Rock.

### FilmStand By Me

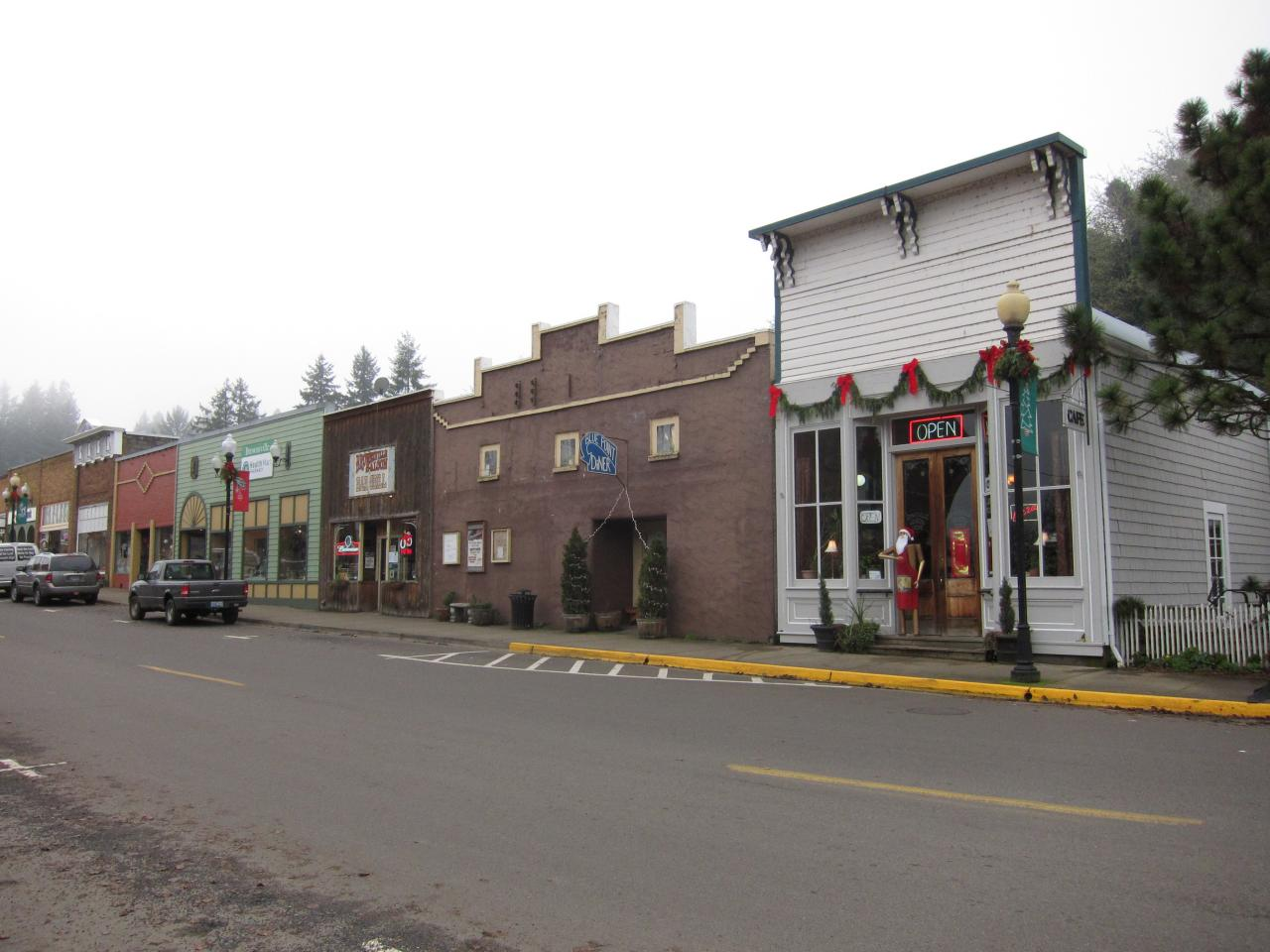
Main Street (Brownsville, Oregon).

Pour le film Stand By Me (réalisé par Rob Reiner et sorti en 1986), Castle Rock a été représentée à travers plusieurs lieux différents, dont la petite ville de Brownsville, dans l'Oregon. Main Street et le pont d'entrée de Brownsville, par exemple, ont été utilisées dans les premières et dernières séquences du film.

### FilmLe Bazaar de l'épouvante
L'adaptation cinématographique du roman Bazaar sortie en 1993, Le Bazaar de l'épouvante, a comme seul cadre la ville de Castle Rock. Pour ce faire, l'équipe du film a tourné les scènes dans la ville de Gibsons, en Colombie-Britannique (Canada).